# Giacomo Raspadori
Giacomo Raspadori (sinh ngày 18 tháng 2 năm 2000) là một cầu thủ bóng đá chuyên nghiệp người Ý hiện đang thi đấu ở vị trí tiền đạo cho câu lạc bộ Serie A Napoli và đội tuyển bóng đá quốc gia Ý.

## Sự nghiệp câu lạc bộ
Raspadori gia nhập học viện trẻ Sassuolo năm 2009, sau một năm thi đấu ở câu lạc bộ địa phương Progresso. Vào ngày 9 tháng 8 năm 2018, anh ký bản hợp đồng chuyên nghiệp đầu tiên với Sassuolo thời hạn 4 năm. Raspadori made his professional debut with Sassuolo in a 3-1 Serie A defeat to Atalanta on 26 tháng 5 năm 2019.

## Sự nghiệp quốc tế

### Cấp độ Trẻ
Raspadori tham dự Giải vô địch bóng đá U-19 châu Âu 2019 cùng với U-19 Ý, ghi 1 bàn thắng trong giải đấu.
Anh có màn ra mắt cho U-21 Ý vào ngày 3 tháng 9 năm 2020, thi đấu trước Slovenia trong trận đấu giao hữu. Anh tham gia Giải vô địch bóng đá U-21 châu Âu 2021 và ghi một bàn thắng ở vòng bảng.

### Đội tuyển quốc gia
Vào tháng 6 năm 2021, anh được huấn luyện viên Roberto Mancini triệu tập vào đội hình 26 cầu thủ chính thức tham dự Giải vô địch bóng đá châu Âu 2020, mặc dù chưa khoác áo đội tuyển quốc gia lần nào. Vào ngày 4 tháng 6 năm 2021, anh ra mắt đội tuyển Ý trong chiến thắng giao hữu trước Cộng hòa Séc, thay cho Ciro Immobile trong hiệp hai. Đội tuyển sau đó lọt vào trận chung kết và giành chức vô địch lần thứ hai trong lịch sử sau khi vượt qua đội tuyển Anh trên chấm penalty sau khi hai đội hòa 1-1 sau 120 phút thi đấu chính thức.

## Thống kê sự nghiệp

### Câu lạc bộ
Tính đến 23 tháng 5 năm 2021
| Câu lạc bộ         | Mùa giải           | Giải vô địch       | Giải vô địch | Giải vô địch | Cúp Quốc gia | Cúp Quốc gia | Tổng cộng | Tổng cộng |
| Câu lạc bộ         | Mùa giải           | Hạng đấu           | Số trận      | Bàn thắng    | Số trận      | Bàn thắng    | Số trận   | Bàn thắng |
| ------------------ | ------------------ | ------------------ | ------------ | ------------ | ------------ | ------------ | --------- | --------- |
| Sassuolo           | 2018-19            | Serie A            | 1            | 0            | —            | —            | 1         | 0         |
| Sassuolo           | 2019-20            | Serie A            | 11           | 2            | 2            | 0            | 13        | 2         |
| Sassuolo           | 2020-21            | Serie A            | 27           | 6            | 1            | 0            | 28        | 6         |
| Tổng kết sự nghiệp | Tổng kết sự nghiệp | Tổng kết sự nghiệp | 39           | 8            | 3            | 0            | 42        | 8         |

1. ↑  Bao gồm Cúp bóng đá Ý.

### Quốc tế
Tính đến 24 tháng 3 năm 2024
| Đội tuyển quốc gia | Năm       | Số trận | Bàn thắng |
| ------------------ | --------- | ------- | --------- |
| Ý                  | 2021      | 7       | 1         |
| Ý                  | 2022      | 10      | 4         |
| Ý                  | 2023      | 8       | 1         |
| Ý                  | 2024      | 1       | 0         |
| Tổng cộng          | Tổng cộng | 26      | 6         |

### Bàn thắng quốc tế
| # | Ngày                 | Địa điểm                              | Số trận | Đối thủ       | Bàn thắng | Kết quả | Giải đấu                      |
| - | -------------------- | ------------------------------------- | ------- | ------------- | --------- | ------- | ----------------------------- |
| 1 | 8 tháng 9 năm 2021   | Sân vận động Mapei, Reggio Emilia, Ý  | 5       | Litva         | 3–0       | 5–0     | Vòng loại FIFA World Cup 2022 |
| 2 | 29 tháng 3 năm 2022  | Sân vận động Konya, Konya, Thổ Nhĩ Kỳ | 9       | Thổ Nhĩ Kỳ    | 2–1       | 3–2     | Giao hữu                      |
| 3 | 29 tháng 3 năm 2022  | Sân vận động Konya, Konya, Thổ Nhĩ Kỳ | 9       | Thổ Nhĩ Kỳ    | 3–1       | 3–2     | Giao hữu                      |
| 4 | 23 tháng 9 năm 2022  | San Siro, Milan, Ý                    | 14      | Anh           | 1–0       | 1–0     | UEFA Nations League 2022–23   |
| 5 | 26 tháng 9 năm 2022  | Puskás Aréna, Budapest, Hungary       | 15      | Hungary       | 1–0       | 2–0     | UEFA Nations League 2022–23   |
| 6 | 20 tháng 11 năm 2023 | Sân vận động Olimpico, Roma, Ý        | 23      | Bắc Macedonia | 4–2       | 5–2     | Vòng loại UEFA Euro 2024      |

## Danh hiệu
Napoli
- Serie A: 2022–23[8]

Ý
- UEFA European Championship: 2020[9]